# Khuddakapatha

Khuddakapāṭha (pali ; abrégé « Khp ») qu'on peut traduire par Textes brefs ou Récitations) est un recueil bouddhique de neuf sutra. Il s'agit du premier des quinze ouvrages de la collection de discours (suttas, traduction en pali du mot sutra) intitulée Khuddaka Nikāya du Canon pali du bouddhisme theravada. C'est un ouvrage communément utilisé dans les débuts de la formation des novices. 
Il s'agit du plus court recueil du Canon pali, et tous ses textes, à l'exception du huitième, se retrouvent à d'autres endroits de ce Canon.

## Le recueil

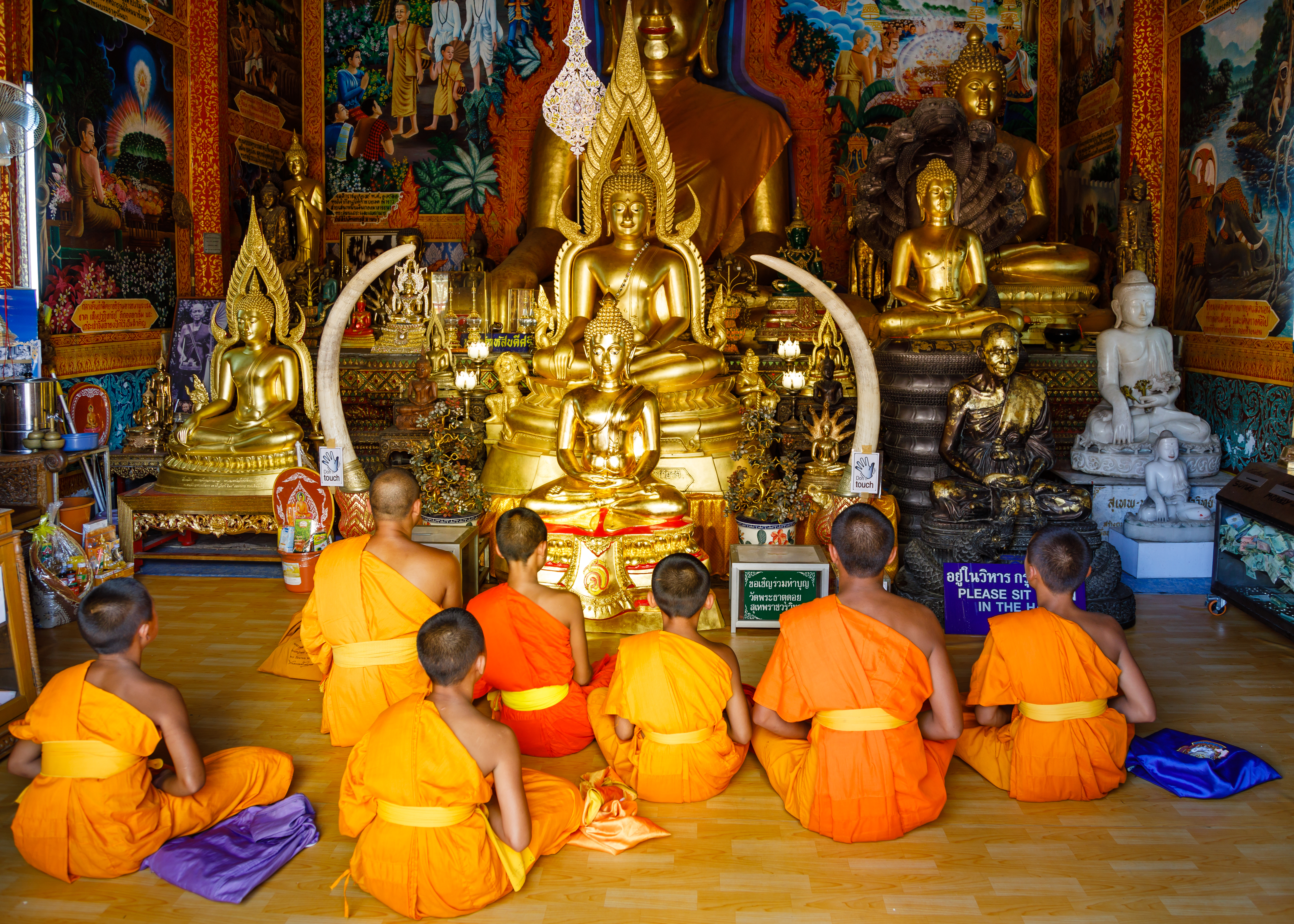
Moine bouddhiste et six novices en méditation (2017). Wat-Phra-That-Doi-Suthep, Province de Chiang Mai. Thaïlande.

### Titre
Le titre (Textes brefs ou Récitations) fait référence au fait qu'il s'agit d'un recueil de neuf courtes pièces glanées dans le canon et rassemblées très probablement à des fins pratiques, comme une sorte de manuel.

### Contenu
Il s'agit de l'ensemble le plus court du Khuddaka Nikāya, puisqu'il tient sur à peine neuf pages imprimées. Il comporte neuf textes,:
1. Saraṇagamana (« Prendre refuge »)
2. Dasasikkhāpada (« Dix préceptes »)
3. Dvattiṃsākāra (« Trente-deux parties [du corps] »)
4. Kumārapañha (« Questions du garçon »)
5. Maṅgalasutta (« Discours du bon présage »)
6. Ratanasutta (« Discours du joyau »)
7. Tirokuḑḑasutta (« Discours sans les murs »)
8. Nidhikaṇḑa (« Discours du trésor »)
9. Mettasutta (« Discours de l'amour bienveillant »).

Tous ces textes, à l'exception du huitième, figurent dans d'autres livres canoniques. Le Ratanata sutta et le Metta sutta comptent parmi les sûtra les plus appréciés et les plus récités du bouddhisme theravâda. 

### Commentaire
Au Ve siècle, le grand exégète Buddhagosa a composé le Paramatthajotikā (« L'Illumination de la vérité ultime »), un commentaire étendu du Khuddakapāṭha et de trois autres volumes du Khuddaka Nikāya : le Dhammapada, le Sutta Nipāta et les Jātaka.

## Fonction
Cet ensemble de neuf textes couvre les éléments fondamentaux qu'un novice doit acquérir au début de sa formation pour être moine bouddhiste. Les deux premiers sûtra traitent de la cérémonie d'ordination, le troisième est un guide pour méditer sur son propre corps. Le quatrième texte donne les bases pour développer le discernement, à commencer par la question de la causalité, qui est au fondement de la notion centrale de coproduction conditionnée. En cinq est proposée une vue générale de la pratique, qui commence par la nécessité de fréquenter des gens sages et qui se termine par le nirvana. Cet aspect est développé autour de la question des rituels, et le sûtra montre que la protection ne vient pas d'eux mais d'unepassage pratique généreuse, morale et sage.
Reprenant certains éléments des sûtra un et cinq, le sixième texte présente certaines des vertus du Bouddha, du Dharma et du Saṅgha, tout en développant la pratique de la méditation et l'atteinte du stade d'« entré dans le courant » (Sotāpanna). Le septième sûtra développe le thème de la générosité (dāna) : les dons au Saṅgha peuvent être consacrés au bien-être des membres décédés de la famille. L'avant-dernier texte montre que l'on retire des plus grands bénéfices en privilégiant des actes méritoires et en ne se préoccupant pas des aspects matériels. Le dernier sûtra revient sur la question de l'amour universel (metta) en montrant que la méditation sur ce thème contribue grandement au développement de la moralité (śīla), de la concentration (Samādhi) et de la sagesse (Prajñā), soit les trois divisions du Noble sentier octuple.

### Utilisation
Encore aujourd'hui, ces textes sont souvent récités dans les pays Theravāda. Les bouddhistes laïcs et les moines chantent chaque jour le premier sutra, afin de réaffirmer leur prise de refuge dans les Trois trésors. Les moines récitent fréquemment les textes cinq à neuf, à titre de bénédiction sur des laïcs agissant de manière auspicieuse (punya). D'autre part, ils s'inspirent souvent de versets du sûtra cinq pour leurs prêches.